# Södra Abborrtjärnen (Fryksände socken, Värmland)
Södra Abborrtjärnen är en sjö i Torsby kommun i Värmland och ingår i Göta älvs huvudavrinningsområde.